# Corydoras microcephalus
Corydoras microcephalus es una especie de pez del género Corydoras, de la familia Callichthyidae del orden Siluriformes. Habita en las aguas dulces del centro-este de América del Sur.

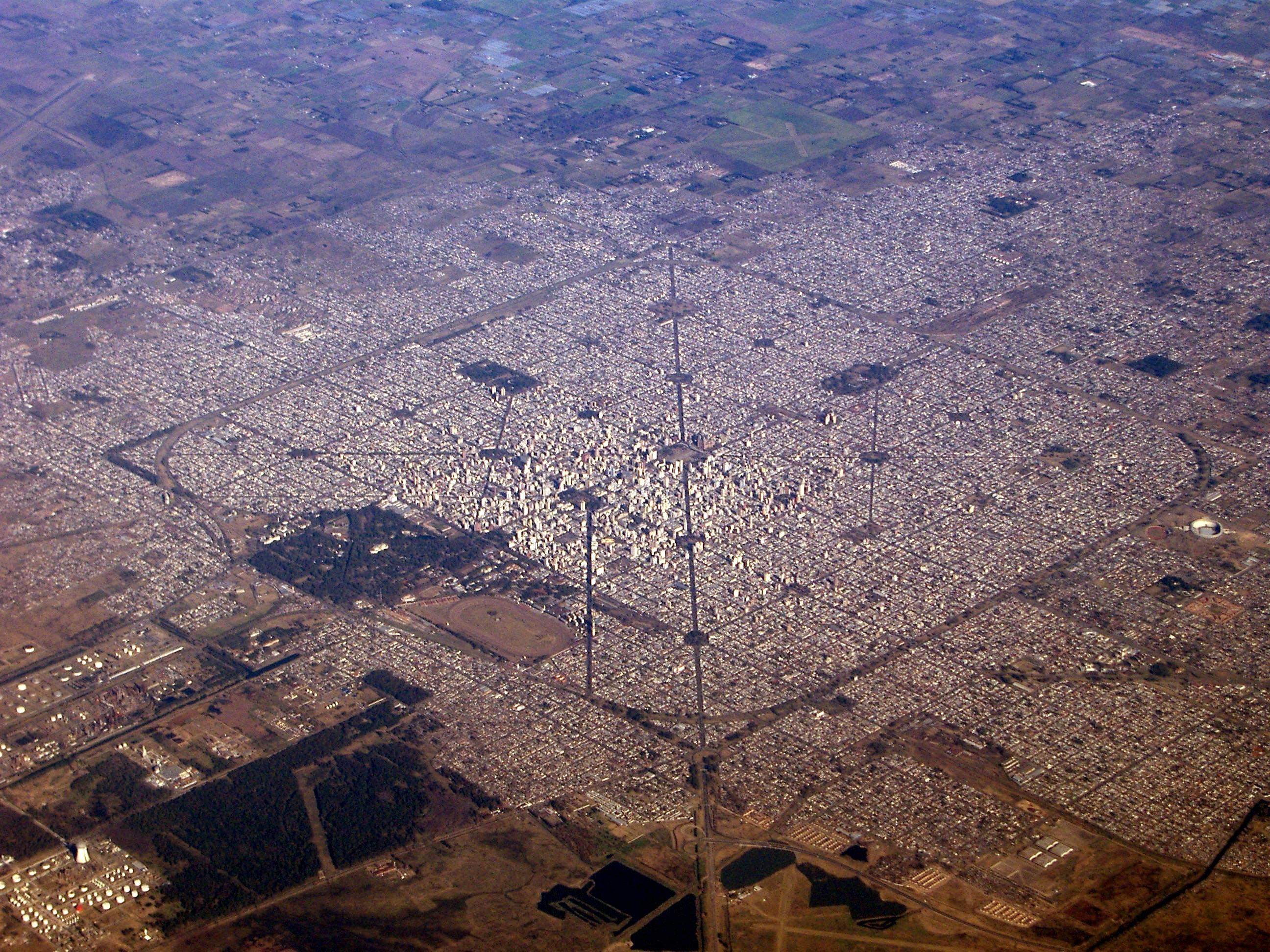
El casco urbano de la ciudad de La Plata, la localidad tipo de esta especie. Los cuerpos acuáticos del área están profundamente alterados, contaminados, entubados, o directamente urbanizados.

## Distribución geográfica
Esta especie habita en cursos fluviales del centro-sur de Sudamérica, siendo endémica del centro-este de la Argentina.
Es endémica de la ecorregión de agua dulce Paraná inferior.

## Taxonomía
Esta especie fue descrita originalmente en el año 1912 por el ictiólogo Charles Tate Regan.
La localidad tipo es: La Plata, provincia de Buenos Aires, Argentina. El lectotipo, asignado por Nijssen y Isbrücker, es: BMNH 1890.3.12.4 El número de inventario del paralectotipo es el BMNH 1890.3.12.5-6 (3). Ambos están depositados en el Museo de Historia Natural de Londres, en Londres, Inglaterra.
Mientras que para una parte de los especialistas es una buena especie, otros la consideran un sinónimo de Corydoras paleatus.

### Etimología
La etimología de su denominación científica es la siguiente:
Corydoras viene del griego,donde kóry es 'yelmo', 'coraza', 'casco', y doras es 'piel'. Esto se justifica en la carencia de escamas y la presencia de escudos óseos a lo largo del cuerpo.
El nombre específico microcephalus viene micro que es 'pequeño' y cephalus que es 'cabeza', es decir: 'pequeña cabeza'.